# Provincia de Padua
Padua (nombre italiano: provincia di Padova) es una provincia italiana con capital en la ciudad homónima, perteneciente a la región del Véneto.

## Geografía
Limita al norte con la provincia de Treviso, al este con la provincia de Venecia, al sur con la provincia de Rovigo y al oeste con la provincia de Verona y la provincia de Vicenza. Tiene una superficie de 2037 km² y una población de 936 492 habitantes. Es la más poblada del Véneto por delante de la provincia de Vicenza. Sus municipios más importantes son Abano Terme, Albignasego, Cadoneghe, Camposampiero, Cittadella, Conselve, Este, Monselice, Montagnana, Piove di Sacco, Selvazzano Dentro y Vigonza.

## Historia
En la década de 1910 tenía contabilizada una población de unos 410 000 habitantes.